# 王星皓
王星皓（1999年6月5日—）是台灣游泳運動員，現就讀於國立臺灣體育運動大學。參加2019年夏季世界大學運動會游泳比賽男子200公尺個人混合式比賽以1分59秒87的成績獲得銅牌。

## 略歷
父親王耀偉是游泳運動員，從小開始接受父親的指導。小時候身材並不突出，就讀豐南國中一年級時身高僅140多公分，後隨著身高增長成績也開始突飛猛進。
2017年夏季世界大學運動會，他與安廷耀、王郁濂、黃硯歆以7分23秒22的成績共同創下男子4×200公尺自由式接力全國紀錄，隨後在107年全國大專校院運動會，他以4分20秒86締造男子400公尺個人混合式全國紀錄。2018年香港公開游泳錦標賽，他再度改寫男子400公尺個人混合式全國紀錄，以4分15秒86的成績將記錄大幅推進5秒，並於不久後前往印尼參與2018年亞洲運動會男子200公尺個人混合式與400公尺個人混合式賽事，其中男子200公尺個人混合式闖入決賽並以2分2秒68的成績位居第7名。之後轉戰短池賽場，在2018年世界盃新加坡站創下男子200公尺個人混合式短池全國紀錄，並於年底的2018年世界短道游泳錦標賽分別在男子400公尺自由式和400公尺個人混合式締造短池全國紀錄。
2019年，他在108年全國春季分齡游泳錦標賽上以3分54秒49刷新安廷耀所保持的男子400公尺自由式全國紀錄。同年的2019年夏季世界大學運動會則以1分59秒87的成績打破全國紀錄並獲得男子200公尺個人混合式銅牌，也是國家史上首枚世大運游泳獎牌，400米個人混合式則於預賽淘汰。隨後參加了2019年世界游泳錦標賽，他分別於男子200公尺個人混合式及400公尺個人混合式游出預賽第24名及第20名的名次，未能晉級下一輪，不過在2019年香港公開游泳錦標賽200公尺個人混合式上游出1分59秒44破全國紀錄的成績，也成功突破2020年夏季奧林匹克運動會游泳比賽參賽標準（OQT）。2019年中華民國全國運動會，他又一舉獲得男子200公尺自由式、400公尺自由式、800公尺自由式、200公尺個人混合式、400公尺個人混合式及4×100公尺混合式接力冠軍，其中400公尺自由式以3分51秒57把自身保持的全國紀錄再度推進。
他在2022年亞洲運動會參加200公尺混合式和400公尺混合式分別以2分00秒15和4分18秒68，排名第六。

## 個人紀錄
| 長水道              | 長水道  | 長水道         | 長水道                   | 長水道   |
| ------------------- | ------- | -------------- | ------------------------ | -------- |
| 項目                | 成績    | 日期           | 賽事                     | 備註     |
| 400公尺自由式       | 3:51.57 | 2019年10月23日 | 108年全國運動會          | 台灣紀錄 |
| 200公尺個人混合式   | 1:59.44 | 2019年8月11日  | 2019年香港公開游泳錦標賽 | 台灣紀錄 |
| 400公尺個人混合式   | 4:15.86 | 2018年8月11日  | 2018年香港公開游泳錦標賽 | 台灣紀錄 |
| 4×200公尺自由式接力 | 7:23.22 | 2017年8月25日  | 2017年世界大學運動會     | 台灣紀錄 |
| 短水道              |         |                |                          |          |
| 項目                | 成績    | 日期           | 賽事                     | 備註     |
| 400公尺自由式       | 3:46.05 | 2018年12月11日 | 2018年世界短道游泳錦標賽 | 台灣紀錄 |
| 200公尺個人混合式   | 1:56.29 | 2018年11月16日 | 2018年世界盃新加坡站     | 台灣紀錄 |
| 400公尺個人混合式   | 4:11.22 | 2018年12月15日 | 2018年世界短道游泳錦標賽 | 台灣紀錄 |
| 4×200公尺自由式接力 | 7:10.02 | 2018年12月14日 | 2018年世界短道游泳錦標賽 | 台灣紀錄 |

## 外部連結
- 王星皓在FINA（英语）
- 王星皓在SwimRankings.net（英语）
- 王星皓在Olympics.com（英语）
- 王星皓在Olympedia（英语）
- 王星皓的Facebook專頁
- 王星皓的Instagram帳戶